# غوره‌ای
غوره‌ای یا دانه‌تسبیحی یا رشته‌مرواریدی (نام علمی: Senecio rowleyanus) گونه‌ای گیاه گلدار از سرده پیرگیاه و خانوادهٔ کاسنیان است.
کوریو رولیانوس (Curio rowleyanus) که با نام مترادف Senecio rowleyanus نیز شناخته می‌شود، یک گیاه گل‌دار از تیرهٔ کاسنیان (Asteraceae) است. این گیاه، یک ساکولنت خزنده و چندساله بومی استان‌های کیپ در آفریقای جنوبی است.
در زیستگاه طبیعی خود، ساقه‌های این گیاه بر سطح زمین گسترده می‌شوند، در محل تماس با خاک ریشه می‌زنند و پوششی متراکم ایجاد می‌کنند. این گیاه معمولاً برای پرهیز از نور مستقیم آفتاب در سایهٔ سنگ‌ها یا گیاهان دیگر رشد می‌کند.
این گونه با نام‌های رایجی مانند «رشته مروارید» یا «رشته مهره‌ای» شناخته می‌شود. این نام‌ها گاهی با گیاه دیگری به نام Curio herreanus که به‌دلیل شکل اشکی برگ‌هایش با نام «رشته هندوانه‌ای» نیز شناخته می‌شود، اشتباه گرفته می‌شوند. تفاوت اصلی این دو گونه در شکل برگ‌های آن‌هاست؛ برگ‌های کوریو رولیانوس کروی، در حالی که برگ‌های کوریو هره‌آنوس اشکی‌شکل هستند.

## رده‌بندی
این گیاه به افتخار گیاه‌شناس بریتانیایی، گوردون داگلاس رولی (''Gordon Douglas Rowley'') که در زمینهٔ کاکتوس‌ها و ساکولنت‌ها تخصص داشت، نام‌گذاری شده‌است.
بر اساس پایگاه بین‌المللی نام‌های گیاهی (IPNI)، نام علمی پذیرفته‌شدهٔ این گیاه یعنی '''Curio rowleyanus''' نخستین‌بار در سال ۱۹۹۹ توسط پل وی. هیث (''Paul V. Heath'') در نشریهٔ ''Calyx'' منتشر شد. در آن انتشار، نام گیاه به‌صورت اشتباه '''Curio roeleanus''' ذکر شده بود.
نام‌های پیشین این گونه، که اکنون به‌عنوان مترادف (Synonym) شناخته می‌شوند، عبارتند از:
- '''Kleinia rowleyana''' (Jacobsen) G.Kunkel – نشریهٔ ''Gartenpraxis''، جلد ۱۴، شماره ۱، صفحه ۵۲ (۱۹۸۸)
- '''Senecio rowleyanus''' H.Jacobsen – نشریهٔ ''National Cactus & Succulent Journal''، جلد ۲۳، شماره ۲، صفحه ۳۰ (۱۹۶۸)

## ریخت‌شناسی برگ
شکل غیرمعمول برگ‌های این گیاه نوعی سازگاری با محیط‌های خشک و بیابانی است که امکان ذخیره‌سازی آب را فراهم می‌کند، در حالی‌که سطح تماس آن با هوای خشک بیابان به حداقل می‌رسد. این ویژگی، میزان اتلاف آب از طریق تبخیر را نسبت به برگ‌های مسطح و پهن بیشتر گیاهان گلدار (آنتیوفیت‌ها) به‌طور چشم‌گیری کاهش می‌دهد.[۳] اگرچه شکل کروی برگ‌ها در کاهش اتلاف آب مؤثر است، اما سطح جذب نور و فتوسنتز را نیز به‌شدت کاهش می‌دهد.
یکی از سازگاری‌هایی که ممکن است برای جبران این کاهش جذب نور ایجاد شده باشد، وجود نوار باریک، نیمه‌شفاف و هلالی‌شکلی از بافت در سمت بالایی برگ است. این ساختار ویژه که به آن "پنجرهٔ اپیدرمی" (''epidermal window'') گفته می‌شود، نور را به درون برگ هدایت می‌کند و با تاباندن آن به بافت‌های داخلی، مساحت مؤثر برای فتوسنتز را افزایش می‌دهد.[۴] این ویژگی در گونهٔ نزدیک به آن یعنی Curio radicans (رشته‌موزی) نیز دیده می‌شود. ساختاری مشابه در گونه‌هایی از سردهٔ Fenestraria، و همچنین در گیاهان Haworthia cooperi و Frithia pulchra مشاهده می‌شود؛ گیاهانی که در زیر زمین رشد می‌کنند و تنها نوک برگ‌هایشان را برای جذب نور بیرون می‌آورند.

## کاشت و پرورش
Curio rowleyanus که گل‌هایی کروی‌شکل مانند توپ آینه‌ای دارد، معمولاً به‌عنوان یک گیاه زینتی پرورش داده می‌شود. این گیاه اغلب در گلدان‌های آویزی قرار می‌گیرد تا برگ‌های آن از لبهٔ گلدان به سمت پایین آویزان شوند. رشته‌مرواریدی را می‌توان در محیط‌های داخلی یا بیرونی (در دمای بالاتر از نقطهٔ انجماد) پرورش داد و به‌دلیل نیاز اندک به مراقبت، گیاهی کم‌دردسر محسوب می‌شود.
مانند بیشتر ساکولنت‌ها، این گیاه نیز به آبیاری بسیار کم (حدود یک بار در ماه)، چند ساعت نور مستقیم خورشید نیاز دارد و رطوبت هوا تأثیر خاصی بر آن ندارد. زهکشی مناسب خاک برای جلوگیری از پوسیدگی ریشه‌ها بسیار مهم است؛ بنابراین، استفاده از خاک شنی توصیه می‌شود. این گیاه به‌راحتی قابل تکثیر است؛ به‌طوری‌که با بریدن یا جدا کردن حدود ۱۰ سانتی‌متر (۴ اینچ) از نوک ساقهٔ سالم و قرار دادن آن در خاک گلدانی مرطوب، ریشه‌ها به‌سرعت از محل اتصال برگ‌ها به ساقه شروع به رشد خواهند کرد.

## سمیت
بافت گیاهی Curio rowleyanus تا حدی سمی است و نباید خورده شود. بر اساس رده‌بندی دانشگاه کالیفرنیا در دیویس، این گیاه در میان رده‌های سمیت ۲ و ۴ قرار می‌گیرد.
ردهٔ ۲ به سمیت خفیف اشاره دارد؛ خوردن این گیاه ممکن است باعث حالت تهوع، استفراغ یا اسهال خفیف شود.
ردهٔ ۴ به درماتیت یا التهاب پوستی اشاره دارد؛ تماس با شیرهٔ گیاه ممکن است باعث تحریک پوستی یا ایجاد بثورات پوستی شود.
به‌طور مشابه، در صورت مصرف توسط حیوانات خانگی نیز ممکن است باعث استفراغ، اسهال، آب‌ریزش دهان، تحریک پوستی یا بی‌حالی شود.